# Phyllomyias zeledoni
El mosquerito de Zeledón (Phyllomyias zeledoni), es una especie de ave paseriforme de la familia Tyrannidae perteneciente al numeroso género Phyllomyias. Anteriormente fue considerada como un grupo politípico de subespecies del mosquerito de Burmeister (Phyllomyias burmeisteri). Es nativa del sureste de América Central y del norte y oeste de América del Sur.

## Nombres comunes
Se le denomina también tiranuelo cejiblanco (en Colombia), mosquerito frentiblanco (en Costa Rica), atrapamoscas de piernas ásperas (en Venezuela), tiranolete patirrasposo (en Ecuador), tiranolete tarsirrasposo (en Panamá,  o moscareta de tarso rasposo (en Perú).

## Distribución y hábitat
Este grupo de subespecies se distribuye de forma disjunta y localizada en Costa Rica, oeste de Panamá, norte de Colombia y Venezuela, en los tepuyes del este de Venezuela, y a lo largo de la cordillera de los Andes de Colombia, hacia el sur, por Ecuador, hasta el sureste de Perú.
Esta especie es considerada poco común y local (tal vez apenas ignorada) en sus hábitats naturales: el dosel y los bordes de selvas húmedas montanas bajas y de estribaciones montañosas, entre los 600 y los 1600 m de altitud.

## Sistemática

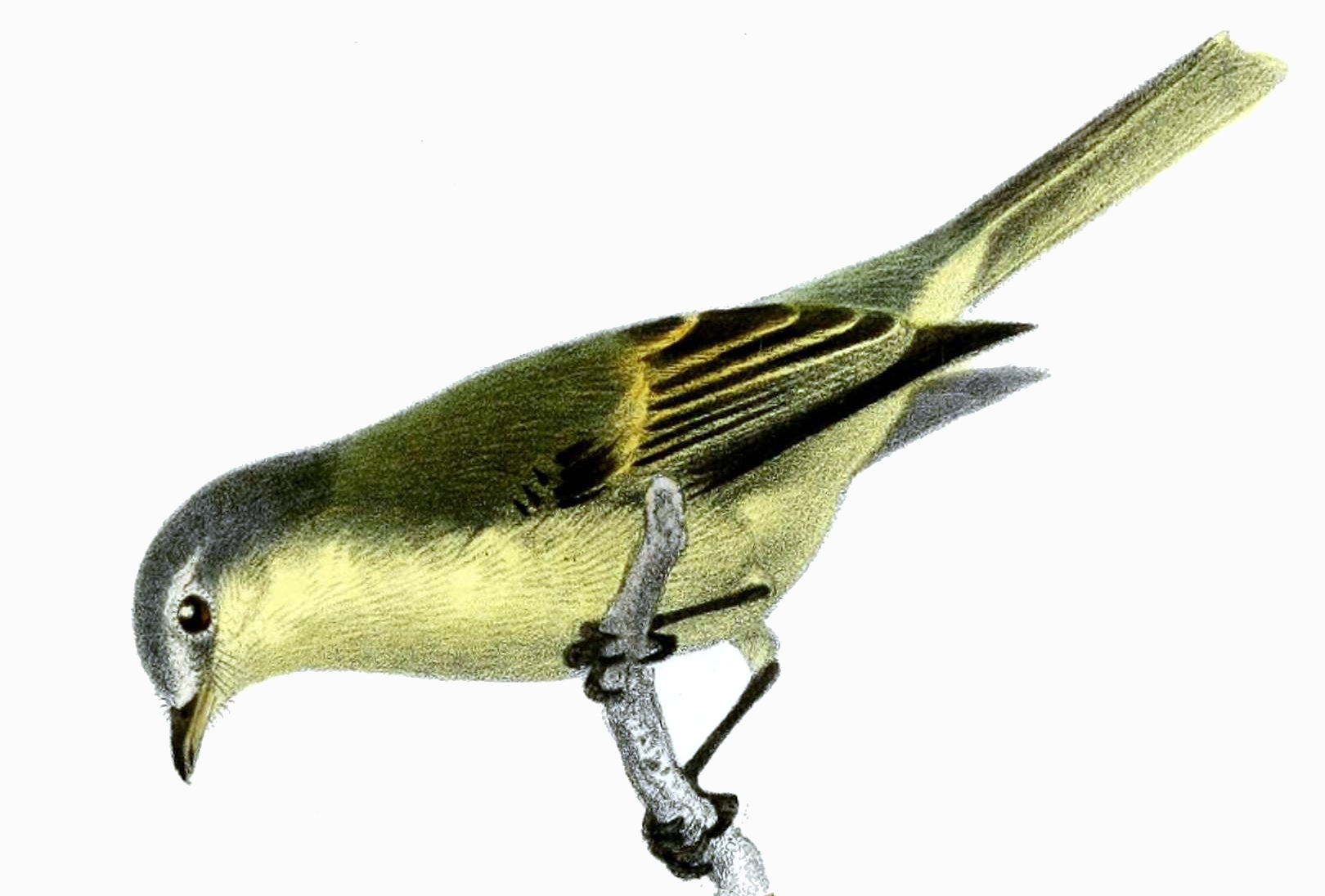
Tyranniscus leucogonys = Phyllomyias zeledoni leucogonys, ilustración de Smit en Proceedings of the Zoological Society of London, 1870.

### Descripción original
La especie P. zeledoni fue descrita por primera vez por el ornitólogo estadounidense George Newbold Lawrence en 1869 bajo el nombre científico Pogonotriccus zeledoni; la localidad tipo es:«Dota, Costa Rica.»

### Etimología
El nombre genérico masculino «Phyllomyias» se compone de las palabras del griego «φύλλον» (phúllon) que significa ‘hoja’, y de la forma neolatina «myias» que significa ‘atrapamoscas’, a su vez derivado del griego  «μυῖα, μυῖας» (muĩa, muĩas) que significa ‘mosca’; y el nombre de la especie «zeledoni», conmemora al empresario, naturalista y colector costarriqueño José Castulo Zeledón (1846-1923).

### Taxonomía
La presente especie fue tratada por mucho tiempo en su propio género Acrochordopus, debido al tarso distintivamente serrillado, pero esta característica ahora no es considerada como un carácter genérico suficiente.
La presente especie fue tratada anteriormente por diversos autores como dos grupos politípicos de subespecies del mosquerito de Burmeister (Phyllomyias burmeisteri) y ya había sido tratado como especie separada por varios otros autores, entre ellos Ridgely & Greenfield (2001), y Ridgely & Tudor (2009), lo que fue confirmado más recientemente con base en diferencias vocales, morfológicas y genéticas, y seguido por las principales clasificaciones.
Las principales diferencias morfológicas de P. burmeisteri apuntadas para justificar la separación son: la corona de color verde oliva y no gris azulado (o la frente en el caso de P. z. viridiceps) y la ausencia de la lista superciliar blanca, característica de la presente; el canto, o llamado, típico de P. burmeisteri, es un repetitivo, simple y tartamudeado «psiit» compuesto de notas considerablemente más bajas y ligeramente más cortas.
El grupo leucogonys, integrado por la otras cuatro subespecies, también ha sido considerado como formando una tercera especie, pero las informaciones biológicas sobre todas las poblaciones permanecen escasas y las relaciones genéticas y vocales no han sido estudiadas todavía; es necesaria más investigación, especialmente en el área de posible contacto entre P. z. leucogonys y P. burmeisteri en el sur del Perú y norte de Bolivia.
Los estudios de Fitzpatrick (2004) sugieren que el género Phyllomyias es polifilético. Las especies Phyllomyias fasciatus, P. griseiceps, P. griseocapilla y P. weedeni no serían parientes cercanos del resto de las especies, lo que forzaría, en el caso de una separación, a la resurrección de géneros a las cuales ya pertenecieron en el pasado, como Tyranniscus , Acrochordopus y Xanthomyias.

### Subespecies
Según las clasificaciones del Congreso Ornitológico Internacional (IOC) y Clements Checklist/eBird se reconocen cinco subespecies, con su correspondiente distribución geográfica:
- Grupo monotípico zeledoni:
  - Phyllomyias zeledoni zeledoni (Lawrence, 1869) - Costa Rica y oeste de Panamá.

- Grupo politípico leucogonys:
  - Phyllomyias zeledoni leucogonys (P.L. Sclater & Salvin, 1871) – al oriente de los Andes desde Colombia hacia el sur hasta el sureste del Perú.
  - Phyllomyias zeledoni wetmorei (Aveledo & Pons, 1953) – Serranía del Perijá, en el oeste de Venezuela.
  - Phyllomyias zeledoni viridiceps (J.T. Zimmer & Phelps, Sr, 1944) – montañas del norte de Venezuela (de Carabobo a Miranda).
  - Phyllomyias zeledoni bunites (Wetmore & Phelps, Jr, 1956) – Chimantá-tepui, en el sureste de Bolívar (este de Venezuela).